# La banda del rock - I musicanti di Brema
La banda del rock - I musicanti di Brema (Die furchtlosen Vier) è un film d'animazione musical tedesco del 1997 diretto da Eberhard Junkersdorf, Jürgen Richter e Michael Coldewey, liberamente basato sulla fiaba dei fratelli Grimm I musicanti di Brema, che racconta di quattro simpatici animali che hanno tutti una cosa in comune: la voglia di cantare, ma non possono per vari motivi. Combinando l'animazione tradizionale con l'animazione al computer, il film è stato prodotto dalla Munich Animation e distribuito dall'unità tedesca Bioskop Film della Warner Bros.

## Trama
La storia cominciò nelle tranquille campagne tedesche e segue le avventure di quattro animali che, ormai stanchi di essere maltrattati dai loro padroni, scappano di casa e si incontrano casualmente, scoprendo di essere tutti appassionati di musica. Essi sono Buster, un cane da caccia dalla pelliccia marroncina non avvezzo a dare la caccia alle volpi (preferisce infatti esserne amico, e corteggiarle se sono femmine), Fred, un asino sconsolato stanco di portare pesanti carichi in giro per la fattoria, Guendalina, una gatta siamese sofisticata e capace di leggere e scrivere, la quale però viene cacciata di casa dagli eredi quando la sua vecchia padrona passa a miglior vita, e Tortellini, un gallo fiero e chiacchierone che sta per esser portato via dal macellaio.
Il gruppo intende dirigersi a Parigi per intraprendere la carriera musicale, ma quella stessa notte una civetta annuncia loro che la direzione presa è completamente opposta alla metropoli. La città più vicina è Brema.
Il giorno dopo, i quattro animali decidono di improvvisare un concerto nella piazza di Brema, nonostante l'ordinanza cittadina contro gli artisti di strada, il gruppo viene preso in considerazione dalla multinazionale Mix Max che decide di farne delle star. Il capo dell'azienda il dottor Greed nonché dittatore che governa Brema odia gli animali e qualunque cosa porti allegria o felicità come la musica tuttavia decide di fare un'eccezione per i 4 musicanti per sfruttare le loro voci melodiose per pubblicizzare i suoi prodotti. Greed inoltre è dotato di terrificanti poteri magici che voci di corridoio sostengono avesse ricevuto dal diavolo in persona dopo aver fatto un patto con lui e avergli venduto l'anima. Greed progetta di liberarsi dei 4 animali spedendoli al macello una volta che questi non gli serviranno più una volta che si sarà fatto eleggere presidente della nazione. Tuttavia i 4 musicanti stufi di cantare l'orribile jungle della multinazionale tentano di protestare per poter cantare le loro canzoni ma la protesta non sortisce nessun effetto e vengono inoltre minacciati di morte se non si atterranno al volere del dottor Greed. Sarà proprio da questo momento che i 4 decideranno di ribellarsi e inoltre scoprono che la compagnia è in realtà una prigione ed un macello per animali perfino per quelli domestici e inermi come cuccioli. Decisi a salvare i loro consimili e a liberare Brema dalla tirannia di Greed durante il concerto organizzato da Greed non solo rifiutano di cantare la canzone del malvagio dittatore ma né cantano una allegra e gioiosa che istiga i cittadini a ribellarsi una volta per tutte a Greed e ai suoi scagnozzi i quali vengono scacciati dal teatro dalla folla a suon di frutta e verdura marcia costringendo Greed e il suo gruppo ad andarsene ma Greed promette vendetta contro i 4 per aver osato sfidarlo. Pur avendo vinto i 4 musicisti capiscono che Greed non si arrenderà tanto facilmente nonostante la batosta subita e decidono di chiudere i conti con i loro nemici una volta per tutte.
Quella stessa sera mentre Greed progetta la sua vendetta contro i 4 animali questi lo attaccano nella sua stessa residenza prendendolo di sorpresa e finalmente si scopre che la fonte dei poteri di Greed che il diavolo gli ha donato è un telecomando magico con cui può aprire botole dal pavimento e spedire le sue vittime negli abissi dell'inferno rivelando così come aveva eliminato le sue vittime che gli avevano dato fastidio senza che potessero essere ritrovate. Prima che possa fare lo stesso con i 4 musicanti preso di sorpresa perde il telecomando prima che possa recuperarlo viene usato infine da Guendalina contro di lui e la sua banda. Greed diventa vittima della sua stessa arma e viene spedito col resto dei suoi uomini all'inferno da Guendalina non prima di giurare che un giorno tornerà e si vendicherà di loro. I 4 liberano gli animali prigionieri di Greed e infine Tortellini innesca l'autodistruzione dell'azienda distruggendo la casa di Greed e la sua azienda che saltano in aria formando un gigantesco cratere rendendo così ogni possibilità di tornare di Greed vana liberando così infine Brema dalla sua tirannia per sempre. Sconfitto Greed i 4 tornano a casa di Guendalina che fa arrestare i suoi padroni per i maltrattamenti ricevuti. Divenuta l'unica padrona della sua casa la trasforma in un rifugio per animali e una casa per lei e i suoi amici finalmente liberi e di poter cantare liberamente ed essere finalmente felici.

## Distribuzione
Distribuito in Germania dalla Warner Bros. Il 2 ottobre 1997, il film è uscito in Italia direttamente in VHS edita dalla Warner Home Video nell'aprile 1999.

## Riconoscimenti
- 1998 - Bavarian Film Awards
  - Miglior produzione a Eberhard Junkersdorf